# Northern Air (Fiyi)
Northern Air, oficialmente Northern Air Services Charters Limited es una aerolínea con base en el Aeropuerto Internacional de Nausori de Suva, la capital de Fiyi.

## Información general
Northern Air ofrece vuelos regulares y vuelos chárter desde el Aeropuerto Internacional de Nausori y demás aeropuertos en Fiyi. La aerolínea tomó el control de algunas rutas locales que Fiji Link ya no realiza.

## Destinos
En septiembre de 2024, la aerolínea atiende los siguientes destinos nacionales en Fiyi:
| País | Destinos | Aeropuertos                             |
| ---- | -------- | --------------------------------------- |
| Fiyi | Isla Gau | Aeropuerto de Gau                       |
| Fiyi | Kadavu   | Aeropuerto de Kadavu                    |
| Fiyi | Labasa   | Aeropuerto de Labasa                    |
| Fiyi | Levuka   | Aeropuerto de Levuka                    |
| Fiyi | Moala    | Aeropuerto de Moala                     |
| Fiyi | Nadi     | Aeropuerto Internacional de Nadi        |
| Fiyi | Savusavu | Aeropuerto de Savusavu                  |
| Fiyi | Suva     | Aeropuerto Internacional de Nausori HUB |
| Fiyi | Taveuni  | Aeropuerto de Taveuni                   |

## Flota
| Aeronaves                   | En servicio | Pedidos | Pasajeros (clase única)                           | Matrículas                                        | Antigüedad                                        |
| --------------------------- | ----------- | ------- | ------------------------------------------------- | ------------------------------------------------- | ------------------------------------------------- |
| Britten-Norman Islander     | 3           | —       | 8                                                 | DQ-FIC                                            | 48 años                                           |
| Britten-Norman Islander     | 3           | —       | 8                                                 | DQ-VJS                                            | 48 años                                           |
| Britten-Norman Islander     | 3           | —       | 8                                                 | DQ-JJS                                            | 47 años                                           |
| Cessna 172                  | 4           | —       | 3                                                 | DQ-SPS                                            | 50 años                                           |
| Cessna 172                  | 4           | —       | 3                                                 | DQ-SPI                                            | 50 años                                           |
| Cessna 172                  | 4           | —       | 3                                                 | DQ-SPT                                            | 48 años                                           |
| Cessna 172                  | 4           | —       | 3                                                 | DQ-SPA                                            | 45 años                                           |
| Embraer EMB 110 Bandeirante | 3           | —       | 21                                                | DQ-NAS                                            | 45 años                                           |
| Embraer EMB 110 Bandeirante | 3           | —       | 21                                                | DQ-YES                                            | 44 años                                           |
| Embraer EMB 110 Bandeirante | 3           | —       | 21                                                | DQ-AFO                                            | 41 años                                           |
| Total                       | 10          | —       | Edad media de la flota (sept. de 2024): 46,6 años | Edad media de la flota (sept. de 2024): 46,6 años | Edad media de la flota (sept. de 2024): 46,6 años |